# Nyugat-indiai Föderáció
A Nyugat-indiai Föderáció vagy Nyugat-indiai Államszövetség, röviden Nyugat-Indiák (angolulː West Indies Federation) egy rövid életű gazdasági és politikai unió, de facto állam volt, ami 1958. január 3. és 1962. május 31. között állt fenn. 12 rendes, és két megfigyelő tagállama volt, többnyire azok a Karib-térségben található szigetállamok, amelyek korábban a Brit Birodalom részét képezték, köztük Trinidad és Tobago, Barbados és Jamaica. Fővárosa a Trinidad szigetén található Port of Spain volt. A föderáció kifejezett szándéka az volt, hogy olyan politikai uniót hozzon létre, amely később önálló államként függetlenedik az Egyesült Királyságtól. Mielőtt azonban ez megtörténhetett volna, a szövetség politikai viták és a kedvezőtlen gazdasági helyzet miatt válságba került, majd alig 4 évvel megalakulása után meg is szűnt. Helyébe a Karibi Szabadkereskedelmi Szövetség lépett, mely 1974-ig állt fenn.
Létrehozását az Egyesült Királyság kormánya mellett a helyi nacionalista mozgalmak is támogatták. Egykori tagállamaiból kilenc ma már független államː Antigua és Barbuda, Barbados, a Dominikai Közösség, Grenada, Jamaica, Saint Kitts és Nevis, Saint Lucia, Saint Vincent és a Grenadine-szigetek, valamint Trinidad és Tobago. További három, Montserrat, a Kajmán-szigetek, és Turks- és Caicos-szigetek pedig brit tengerentúli területek lettek. A mai Guyana és Belize megfigyelői tagstátusszal rendelkeztek.

## Földrajza és népessége

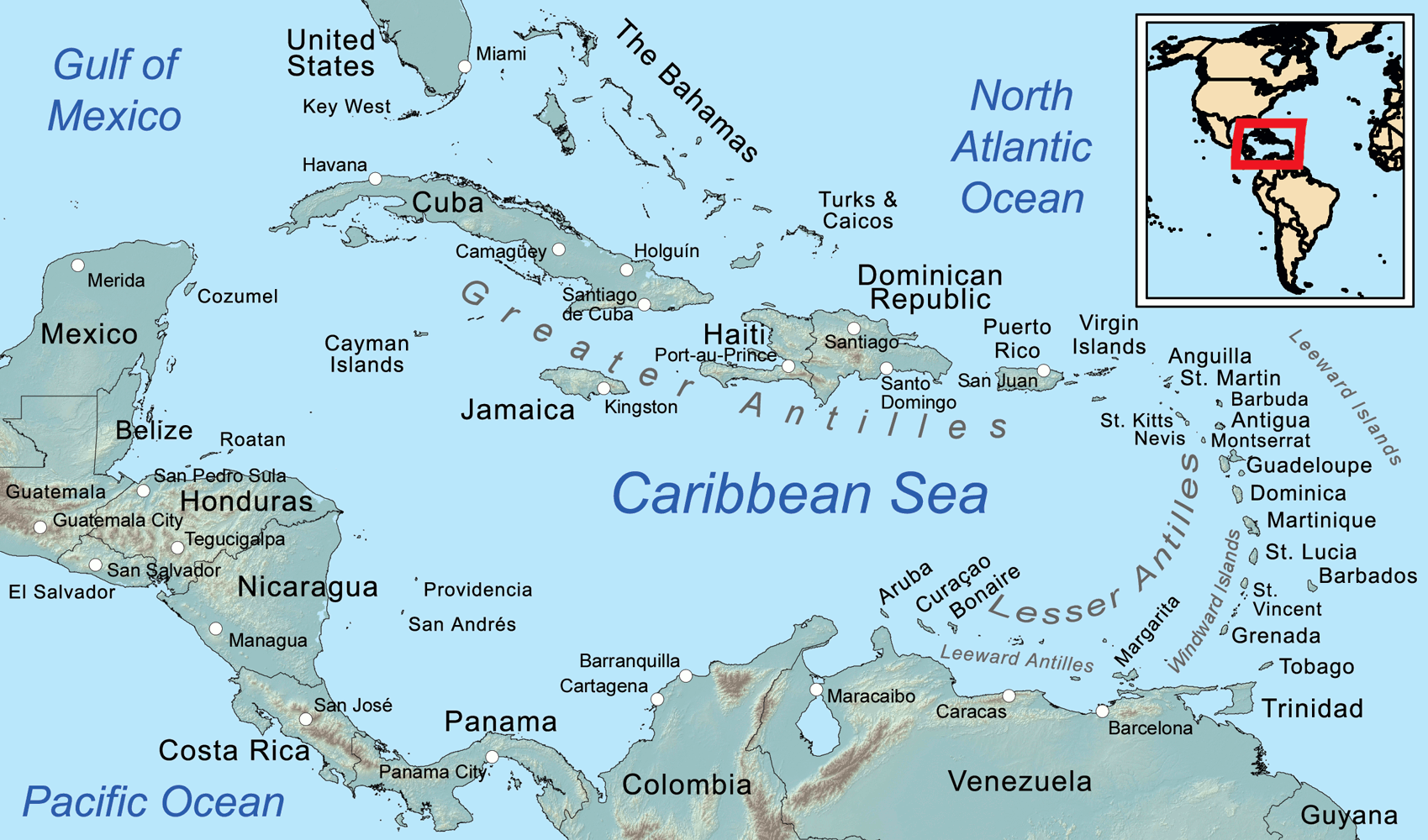
A Karib-térség

A Nyugat-indiai Föderáció teljes lakossága 3-4 millió fő volt, többségük nyugat-afrikai származású, a gyarmati időszakban onnan behurcolt fekete rabszolgák leszármazottai. A kisebbségek közé tartoztak az indiai szubkontinensről származó indiaiak (az úgynevezett kelet-indiaiak), európaiak, kínaiak, arabok és karibiak. Nagy volt a hibrid népesség aránya, nagy részük úgynevezett mulatt (europid-negrid keverék) de jelen voltak az afro-indiaiak, euro-indiaiak és euro-kínaiak is. Vallási szempontból a lakosság nagy része protestáns volt, jelentős számban képviselték magukat a katolikusok, valamint kevés hindu és muszlim (mindkettő szinte kizárólag a kelet-indiai lakosságból).
A Nyugat-Indiák összesen 24 fő szigetből, és körülbelül 220-230 kisebb szigetből állt melyek között lakatlanok is voltak. A legnagyobb sziget Jamaica volt, amely a szövetség északnyugati részén feküdt. Délkeletre helyezkedett el a második legnagyobb sziget, Trinidad, majd harmadikként a szövetség keleti szélén fekvő Barbados.
Az államszövetség a Karib-térség valamennyi szigetcsoportjára kiterjedt:
- a Nagy-Antillák: Jamaica, a Kajmán-szigetek, és a Turks- és Caicos-szigetek.
- a Kis-Antillák:
  - Barbados
  - Leeward-szigetekː Antigua és Barbuda, Saint Kitts és Nevis, Montserrat
  - Winward-szigetekː Dominika, Saint Lucia, Saint Vincent és a Grenadine-szigetek, Grenada
  - Trinidad és Tobago

Legnagyobb kiterjedésében az állam (nyugatról keletre) a Kajmán-szigetektől Barbadosig mintegy 2425 kilométer (1310 tengeri mérföld) (és körülbelül a 22. hosszúsági fokon), az északi Turks- és Caicos-szigetektől a déli Icacos-fokig (Trinidad) pedig 1700 kilométer (920 tengeri mérföld) (és a 12. szélességi fokon) húzódott. E távolságok bármelyike mentén azonban a terület nagy részét nyílt víz foglalta el (kivéve a közöttük fekvő néhány más szigetet). Összehasonlításképpen Nagy-Britannia közel 10 szélességi fokon, Spanyolország pedig majdnem 20 hosszúsági fokon húzódik. Annak ellenére, hogy a Nyugat-Indiák ilyen hatalmas területen terült el, a legtöbb tartománya többnyire egybefüggő volt, és meglehetősen közel csoportosult egymáshoz a Karib-tenger keleti részén, a nyilvánvaló kivételek Jamaica, a Kajmán-szigetek és a Turks- és Caicos-szigetek.
A szigetek többségét hegyvidékek alkotják, melyet keskeny tengerparti sávok vesznek körül. Kivételt képez ez alól Anguilla, Antigua, Barbuda, a Kajmán-szigetek, a Turks- és Caicos-szigetek, valamint Trinidad, amiket inkább síkságok alkotnak. A Föderáció szinte minden nagyobb települése tengerparton helyezkedett el. A főbb városok közé tartozott Kingston, Port of Spain, Chaguaramas, Bridgetown, Spanish Town, Montego Bay, San Fernando, Mandeville, Castries, Roseau, George Town, Kingstown, St. John's és Basseterre.
Az éghajlat minden szigeten trópusi, forró és párás időjárással, bár a nagyobb szigetek középpontjában mérsékeltebb éghajlat uralkodik. Bizonyos régiók (Jamaica, Trinidad déli partjai és a Kis-Antillák keleti partjai) viszonylag szárazabbak. Évente két évszak van: az év első hat hónapjában száraz évszak, az év második felében pedig esős évszak (hurrikánszezonként is ismert). A szigetek közül sokan a hagyományos hurrikánövezetbe esnek, Trinidad kivételével (bár ott időnként alacsony szélességű hurrikánok pusztítanak), és így veszélyeztetettek a lehetséges szél- és árvízkárok szempontjából.
A Föderációt földrajzilag az észak-amerikai kontinens részének tekintették, mivel valamennyi szigete a Karib-térségben és annak környékén található, annak ellenére, hogy Trinidad közvetlenül Dél-Amerika partjainál található, és annak a kontinentális lemezén fekszik.

## Története

### Létrejötte
A Nyugat-indiai Föderációt jogilag az Egyesült Királyság hozta létre a Brit Karibi Föderációs Törvény 1956-os elfogadásával, amely a Karib-térségben található brit gyarmatokat egy unióba tömörítette.

### A szövetség megalakulása utáni nehézségek
Az embrionális föderáció politikáját a szövetségi kormány és a tagállami kormányok, valamint a két legnagyobb tag (Jamaica és Trinidad és Tobago) és a kisebb államok közötti harcok tették tönkre. A Nyugat-indiai Föderáció szokatlanul gyenge szövetségi struktúrával rendelkezett. Tartományai például nem tartoztak egy vámunióba. Így minden egyes tagállam különálló gazdaságként működött, vámokkal együtt, főként azért, mert a kisebb szigetek féltek attól, hogy a nagy szigetek gazdasága túlterhelné őket. Emellett nem valósult meg a teljes mozgásszabadság a Föderáción belül, mivel a nagyobb szigetek aggódtak a kisebb szigetekről érkező tömeges átvándorlás miatt. Jamaica, a Nyugat-indiai Föderáció legnagyobb tagja ellenezte a vámunió létrehozására és a szövetségi kormány adókivetési képességének növelésére irányuló terveket is.
Komoly politikai feszültségek alakultak ki azok között, erős szövetségi államot akartak (amely képes volt nagy gazdasági fejlesztési projekteket és újraelosztást végrehajtani), és azok között, akik olyan szövetségi struktúrát akartak, amely minden egyes tagnak jelentős autonómiát biztosított. A jamaicai kritikusok elleneztek minden olyan újraelosztó rendszert, amely elsősorban ahhoz vezetett volna, hogy Jamaica segélyeket kellett volna nyújtson a kisebb szigeteknek.
A szövetségi kormány nem vonhatta felelősségre alkotóállamait. A kezdeti szövetségi költségvetés meglehetősen kicsi volt, ami korlátozta a szövetségi kormány lehetőségét, hogy pénzügyi felülreprezentáltságát használja. Az Egyesült Királyságtól és a tagállamoktól kapott támogatásokra voltak utalva. Jamaica és Trinidad és Tobago tartományi költségvetése egyaránt nagyobb volt, mint a teljes szövetségi költségvetés. Ez ahhoz vezetett, hogy ezek az államok többször kérték, hogy nagyobb finanszírozást nyújthassanak a szövetségi kormánynak. Ezek a kérések nem találtak kedvező fogadtatásra, mivel Jamaica és Trinidad és Tobago együttesen már így is a szövetségi bevételek 85 százalékát adták, nagyjából egyenlő arányban.

### A Föderáció bukása
Az unió felbomlásáért számos ok tehető felelősséː többek között a lakosság támogatásának hiánya, a szigetállamok nacionalizmusa, a szövetségi kormány gyengesége, a szövetségi adózás és a mozgásszabadság tilalma, a szövetségi alkotmány hiányosságai, az alkotmányban nagyon korán végrehajtott alapvető változtatások, a befolyásos vezetők közötti politikai viszályok, a három legbefolyásosabb politikus döntése, hogy nem indulnak a választásokon, az e vezetők és a kormány közötti súrlódások, a lakosság és az erőforrások túlnyomó koncentrációja a két legnagyobb egységben, az egységek közötti földrajzi és kulturális távolság, a közös közigazgatás történetének hiánya, valamint a koronagyarmati rendszerből való kilépést követő időszak hatása.
A jamaicai elégedetlenség legfontosabb oka a Föderáció továbbra is fennálló gyarmati státusza volt. Jamaica azért csatlakozott a Föderációhoz, mert vezetői úgy vélték, hogy Nyugat-Indiák hamarosan elnyerik függetlenségüket. Közel három évvel a szövetség megalakulása után ez nem történt meg; eközben kisebb brit gyarmatok, mint Ciprus és Sierra Leone, függetlenné váltak. Így sok jamaicai polgár úgy vélte, hogy a sziget önállóan is törekedhet és törekednie is kell a függetlenségre. Problémák merültek fel a föderáció Chaguaramasba tervezett fővárosával kapcsolatban is, amely akkor még az Egyesült Államok kezében volt (miután a második világháború alatt haditengerészeti támaszpontként bérelte az Egyesült Királyságtól). A karibi tartományok vezetői közül sokan azt akarták, hogy Chaguaramas legyen a Föderáció fővárosa. Olyan tartományi vezetők, mint a jamaicai Norman Manley és Eric Williams azt szorgalmazták, hogy Chaguaramast adják át a Föderációnak az Egyesült Államoktól. Az USA és az Egyesült Királyság azonban nem értett egyet, és Grantley Adams, a Föderáció miniszterelnöke megakadályozta, hogy a tartományi vezetők megkapják Chaguaramast. Jamaica számára úgy tűnt, hogy a Föderáció csak hátráltatni fogja a fejlődésüket és a függetlenség felé vezető útjukat.
Ennek eredményeként a Bustamante vezette Jamaicai Munkáspárt (a nyugat-indiai DLP helyi eleme) arra ösztönözte Manley-t, hogy 1961 szeptemberében népszavazást tartson a Föderációtól való politikai elszakadásról. A résztvevők 54%-ban támogatta a Föderációból való kilépést, annak ellenére, hogy Manley, a tartomány akkori főminisztere ellenezte azt. Maga Manley 1962 áprilisában elvesztette az ezt követő szigetországi választásokat, és Bustamante 1962. augusztus 6-án a független Jamaica első miniszterelnöke lett.
Jamaica kiválása után kísérlet történt arra, hogy a régi szövetség maradványaiból egy új szövetséget mentsenek. Sok múlott Williams trinidadi és tobagói miniszterelnökön, aki korábban kijelentette, hogy "erős föderációt" akar. Vere Bird antiguai miniszterelnök azt válaszolta, hogy tartománya csak Trinidaddal egyenrangú partnerként, nem pedig "egy kis Tobagóként" akar részt venni egy föderációban. Jelezte, hogy egy erős föderáció elfogadható, feltéve, hogy nem tesznek kísérletet egy egységes állam létrehozására.
Az új föderációról 1961 szeptemberében kezdődtek meg a tárgyalások; ezeken azonban az derült ki, hogy Trinidadnak az új föderáció bevételeinek 75-80 százalékát kellene biztosítania. Továbbá, bár Trinidad az új szövetség lakosságának 60 százalékát képviselte volna, a vizsgált javaslatok alapján a parlamenti helyek kevesebb mint felét kapta volna meg. Novemberre Williams jelezte, hogy most már támogatja az egységes állam gondolatát. Ha viszont ez nem sikerül, akkor Trinidad és Tobago függetlenné válik. Még ugyanezen év decemberében Errol Barrow barbadosi miniszterelnök találkozott Williamsszel, de nem sikerült meggyőznie arról, hogy Trinidadot a föderációban tartsa.
1962. január 14-én a Népi Nemzeti Mozgalom (a WIFLP Williams vezette trinidadi része) határozatot fogadott el, amelyben elutasította a Föderációban való további részvételt. Maga Williams kijelentette, hogy "tízből egy nem marad semmi" - más szóval Jamaica nélkül nincs föderáció. Trinidad és Tobago 1962. augusztus 31-én vált függetlenné.
Trinidad és Jamaica nélkül a megmaradt "kis nyolcak" megpróbálták megmenteni a Nyugat-indiai Föderáció valamilyen formáját, ezúttal Barbadosra összpontosítva. Ezek a tárgyalások azonban végül eredménytelennek bizonyultak. A két legnagyobb állam nélkül a Föderáció pénzügyi csődre volt ítélve. Barbados nem volt hajlandó viselni a pénzügyi terheket, Antigua és Grenada pedig elkezdett játszani a Jamaicával, illetve Trinidaddal való egyesülés gondolatával.

## Tagállamok
| Zászló | Tagállam                                              | Főváros       | Népesség  | Terület (km2) |
| ------ | ----------------------------------------------------- | ------------- | --------- | ------------- |
|        | Antigua és Barbuda                                    | St. John's    | 57,000    | 440           |
|        | Barbados                                              | Bridgetown    | 234,000   | 431           |
|        | Kajmán-szigetek (jamaicai kormányzás alatt)           | George Town   | 9,000     | 264           |
|        | Dominikai Közösség                                    | Roseau        | 61,000    | 750           |
|        | Grenada                                               | St. George's  | 91,000    | 344           |
|        | Jamaica                                               | Kingston      | 1,660,000 | 10,991        |
|        | Montserrat                                            | Plymouth      | 13,000    | 102           |
|        | Saint Kitts és Nevis                                  | Basseterre    | 55,600    | 351           |
|        | Saint Lucia                                           | Castries      | 95,000    | 616           |
|        | Saint Vincent és a Grenadine-szigetek                 | Kingstown     | 83,000    | 389           |
|        | Trinidad és Tobago                                    | Port of Spain | 900,000   | 5,131         |
|        | Turks- és Caicos-szigetek (jamaicai kormányzás alatt) | Cockburn Town | 6,000     | 430           |
|        | Nyugat-indiai Föderáció                               | Port of Spain | 3,264,600 | 20,239 km2    |

Több, történelmileg "nyugat-indiai" brit gyarmat különböző okokból úgy döntött, hogy nem csatlakozik a szövetséghez. A Bahama-szigetek és Bermuda úgy vélték, hogy jövőjük az Észak-Amerikával való szövetségben van. A Brit Virgin-szigetek az Amerikai Virgin-szigetekkel akart társulni. Az ekkor még brit gyarmat Belize területi vitába keveredett Guatemalával, és úgy látta, hogy a Nyugat-indiai Föderáció túl gyenge ahhoz, hogy megvédje őt a szomszédja ambícióitól, ehelyett az Egyesült Királyságtól várt katonai segítséget Guatemalával szemben. Guyana szintén úgy döntött, hogy nem csatlakozik a szövetség megalakulásakor, mivel az 1950-es években az Egyesült Királyságtól való függetlenségéért folytatott politikai és belső vitái még nem értek véget. Belize és Guyana megfigyelőként végül tag lett a Föderációban. A Bahama-szigetek részt vett az 1960-as Nyugat-indiai Szövetségi Játékokon.

## Államszervezet és közigazgatás

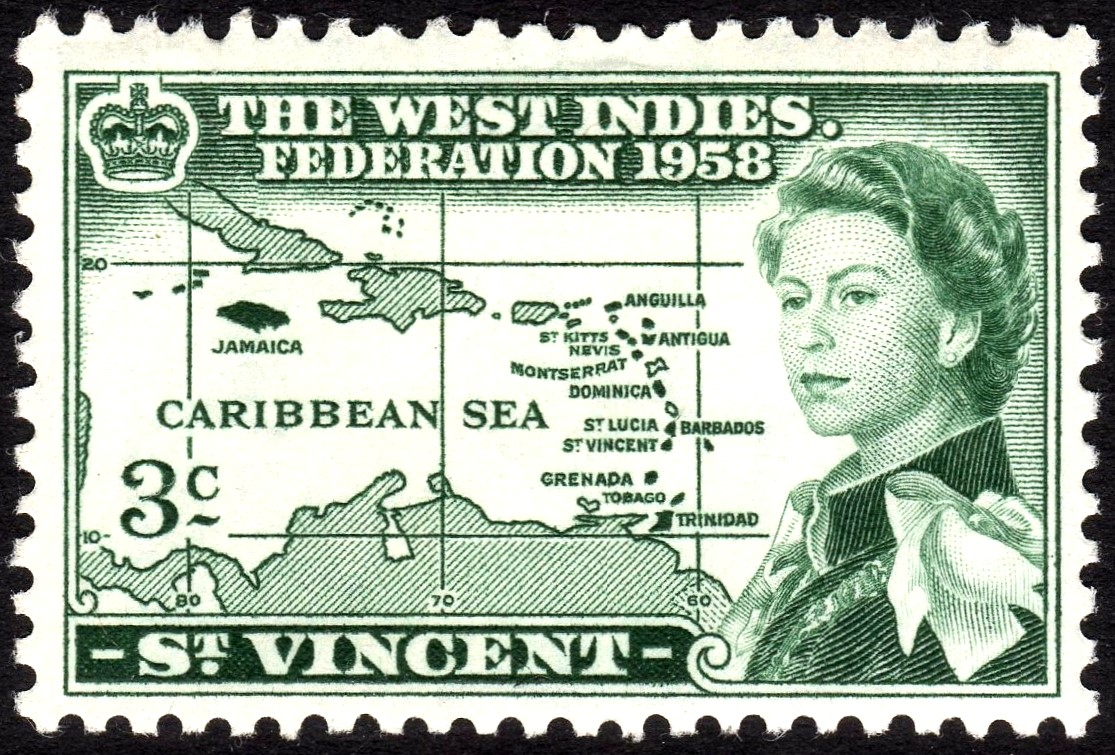
Bélyeg a Nyugat-indiai Szövetségből

A Nyugat-indiai Föderáció egy önálló kormánnyal rendelkező konföderáció volt. Tíz tartományból állt, amelyek mindegyike korábban brit gyarmati terület volt. A föderációt 1958-ban hozta létre az Egyesült Királyság a Brit Nyugat-indiai-szigetek nagy részéből. A brit kormány szándéka az volt, hogy a Föderáció rövidesen teljesen független állammá váljon, és ezzel egyidejűleg kielégítse a régió összes gyarmatának függetlenségi igényét. A volt gyarmatok között azonban továbbra is jelentős politikai megosztottság állt fenn, és a föderáció soha nem érte el a teljes szuverenitást.
A Föderáció jogalapja az 1956. évi Brit Karibi Föderációs Törvény volt, a megalakulás időpontját - 1958. január 3-át - pedig egy 1957-ben kiadott kormányrendelet határozta meg. Államformája demokratikus alkotmányos monarchia, a korszak összes brit gyarmatához hasonlóan a Föderáció államfője II. Erzsébet brit királynő volt. A brit koronát illette meg a végrehajtói és a katonai rendelkezési jog. Képviselője a főkormányzó volt, akárcsak a mai nemzetközösségi királyságok esetében. A főkormányzó emellett teljes körű vétójoggal rendelkezett a Föderáció által elfogadott törvények ellen. A Nyugat-indiai Föderáció szövetségi parlamentje kétkamarás volt, egy szenátusból és egy nép által választott képviselőházból állt. A szenátusnak 19 szenátora volt. Ezeket a szenátorokat a főkormányzó nevezte ki, miután konzultált az érintett tagállamok kormányaival. Minden tagállamot két szenátor képviselt, kivéve Montserratot, amit csak egy. A képviselőháznak összesen 45 választott tagja volt - Jamaica tizenhét, Trinidad és Tobago tíz, Barbados öt, Montserrat egy, a többi sziget pedig egyenként két képviselőt kapott.
A kormány a Nemzeti Tanács nevet viselte. A tanács elnöke a főkormányzó volt, a kormány egy miniszterelnökből és tíz miniszterből állt.
A Nyugat-indiai Föderáció nem rendelkezett önálló bevételi forrásokkal (ehelyett a szigetekre kivetett kötelező illetékre támaszkodott), és nem kötött vámunióra, szabadkereskedelemre és szabad utazásra vonatkozó megállapodásokat sem.
Volt egy szövetségi legfelsőbb bíróság is, amely egy főbíróból és három (később öt) másik bíróból állt. Maga a Szövetségi Legfelsőbb Bíróság az 1919-ben létrehozott Nyugat-indiai Fellebbviteli Bíróság utódja volt, és Jamaica és függőségei mellett ugyanezen területek (Barbados, Brit Guyana, a Leeward-szigetek (beleértve a Brit Virgin-szigeteket), Trinidad és Tobago, valamint a Windward-szigetek) felett rendelkezett joghatósággal, kivéve Belizét.

### Fővárosa
Három tagállamot javasoltak a szövetség fővárosa számára: Jamaica, Barbados, Trinidad és Tobago. A szövetségi tárgyalások során korábban az volt az általános vélemény, hogy a fővárosnak a kisebb szigetek egyikének kellene lennie, hogy a főváros semleges helyzetben legyen a nagyobb területekkel szemben, és képes legyen némi lendületet adni a szegényes gazdaságnak. Ennek érdekében Grenada volt az előzetes választás, mint a fővárosnak otthont adó tagállam, de néhány érintett fél tiltakozása után ezt elvetették, és a londoni konferencián a kisebb szigeteket kizárták a megfontolásból. Trinidad és Tobagón belül az első javasolt helyszín Chaguaramas volt, néhány mérföldre nyugatra Port of Spain-től, de ott helyezkedett el az Egyesült Államok Haditengerészetének a bázisa. Végül a de facto főváros a trinidadi Port of Spain lett.

### Igazságszolgáltatás
A legnagyobb bírói szerv a Szövetségi Legfelsőbb Bíróság volt, amely egy főbíróból és öt másik bíróból állt.

### Választási rendszer
Az első szövetségi választásokra készülve két szövetségi politikai pártot szerveztek a helyi politikai pártok konföderációjaként. Mindkettőt jamaicai politikusok szervezték: a Nyugat-indiai Szövetségi Munkáspártot (WIFLP) Norman Manley, a Demokratikus Munkáspártot (DLP) pedig Alexander Bustamante. A WIFLP a lokális, városi pártokat tömörítette a szövetség egész területén, míg a DLP a vidéki pártokat. Egy harmadik pártot, a Szövetségi Demokratikus Pártot 1957 novemberében alapította egy trinidadi csoport, bár nem nyert mandátumot.
A két nagy nemzeti párt programja sok tekintetben hasonló volt. Mindkettő az Egyesült Királysággal, az Egyesült Államokkal és Kanadával (a szigetekhez kulturálisan és gazdaságilag erősen kötődő országokkal) való kapcsolatok fenntartását és erősítését, a turizmus ösztönzését és bővítését, valamint Guyana és Honduras szövetségbe való bevonásán, továbbá kölcsönök, pénzügyi támogatás és technikai segítségnyújtás megszerzésén való munkálkodást támogatta. A hasonlóságok ellenére voltak különbségek is. A WIFLP a mezőgazdaság ösztönzését szorgalmazta, míg a DLP a magánipar és a munkaerő számára egyaránt kedvező légkört, a humán és gazdasági erőforrások fejlesztését ígérte. A WIFLP ígéretet tett arra, hogy a Bahamákat (Brit Guyana és Brit-Honduras mellett) a Föderációhoz való csatlakozásra ösztönzi, míg a DLP nem. A WIFLP emellett kampányolt egy központi bank létrehozásáért a hitelforrások bővítése érdekében.
Az első és egyetlen szövetségi választásokat 1958. március 25-én tartották. A választást a WIFLP nyerte, 26 mandátumot szerezve, míg a DLP 19 mandátumot szerzett. A WIFLP mandátumainak nagy része a kisebb szigetekről származott, míg a DLP Jamaicában és Trinidad és Tobagóban volt többségben. A DLP a jamaicai helyek közül 11-et, a trinidadiak közül pedig 6-ot szerzett meg. A szenátus kinevezésekor Lord Hailes főkormányzó felismerte, hogy csak a Szent Vincent-sziget kormánya állt a DLP ellenőrzése alatt, és ennek eredményeként a szenátus aránytalanul WIFLP-párti lesz. Egy ellentmondásos döntés keretében felvette a kapcsolatot a jamaicai és trinidadi ellenzéki DLP-szervezetekkel, és mindkét szigetről egy-egy DLP-s szenátort nevezett ki. Így a szenátus összesen 15 WIFLP- és 4 DLP-tagból állt.
A WIFLP vezetője, a barbadosi Grantley Adams lett a miniszterelnök. Adams miniszterelnökké választása jelezte, hogy milyen problémákkal kell majd szembenéznie a szövetségnek. A WIFLP másik vezetője Norman Manley, Jamaica miniszterelnöke volt, a következő logikus választás pedig Eric Williams, Trinidad és Tobago miniszterelnöke. Azonban egyikük sem indult a szövetségi választásokon, inkább a saját szigeteik hatalmi bázisát akarták megtartani. Ez arra utalt, hogy a két legfontosabb tartomány vezetői nem tartották életképesnek a föderációt. Hasonlóképpen Alexander Bustamante, a DLP jamaicai alapítója is visszautasította, hogy induljon a szövetségi választásokon, és a párt vezetését a trinidadi Ashford Sinananra bízta. A vezető jamaicai politikusok távolmaradása a szövetségi szintű szerepvállalástól aláásta a szövetség egységét.